# Ulica Jana III Sobieskiego w Wejherowie
Ulica Jana III Sobieskiego – reprezentacyjna ulica Wejherowa, biegnąca przez środek Śródmieścia i Dzielnicy Zachodniej.

## Obiekty
- urząd skarbowy
- dawny cmentarz ewangelicki, obecnie Park Miejski
- budynki sądu grodzkiego i rejonowego z 1880 roku
- gmach gimnazjum z 1866 roku
- poewangelicki, neogotycki kościół św. Stanisława Kostki z pięcioma wieżami
- zabytkowe kamienice z XIX i początku XX wieku
- budynek ZUS, dawniej szpital psychiatryczny

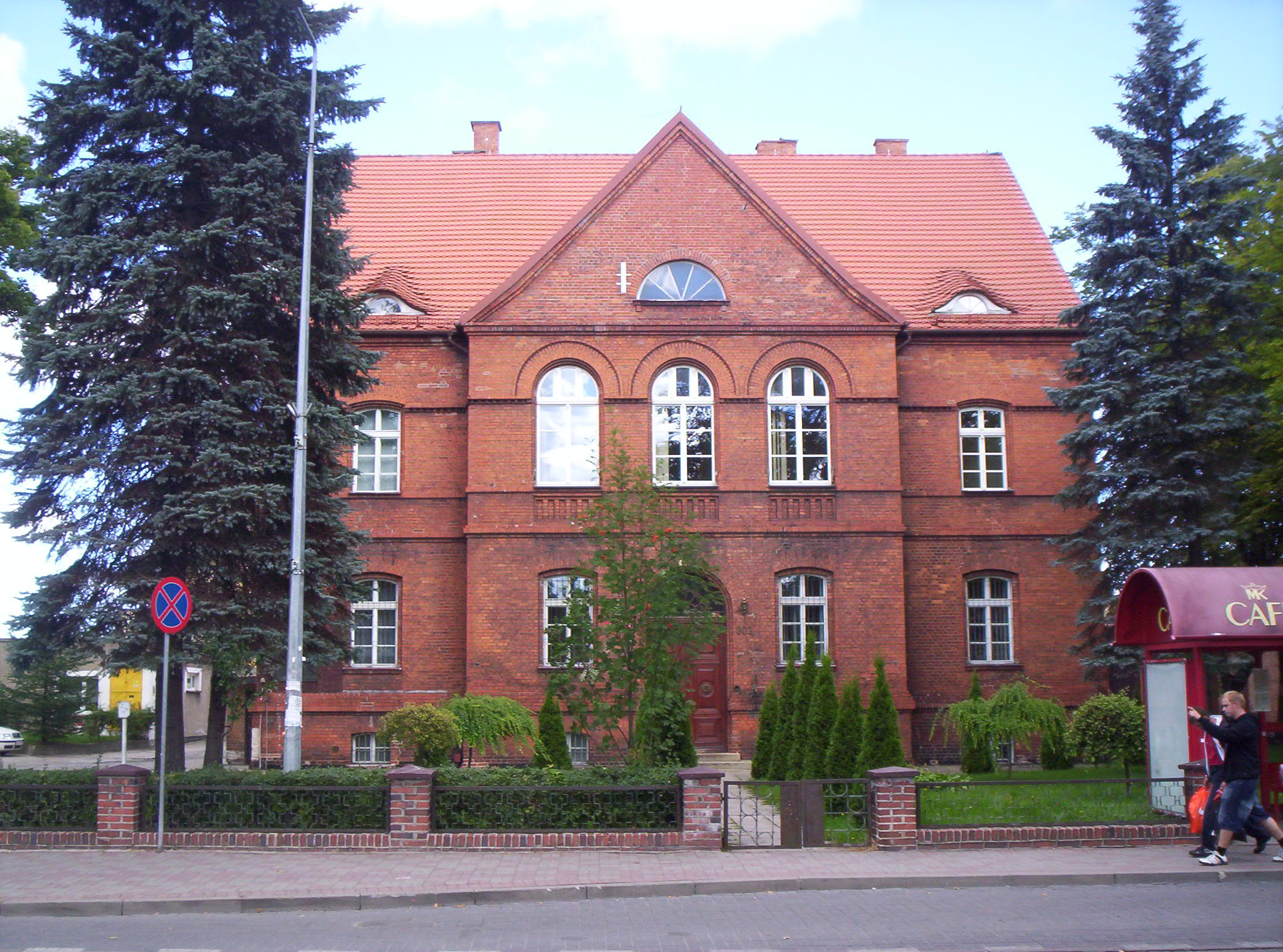
Jeden z budynków sądu

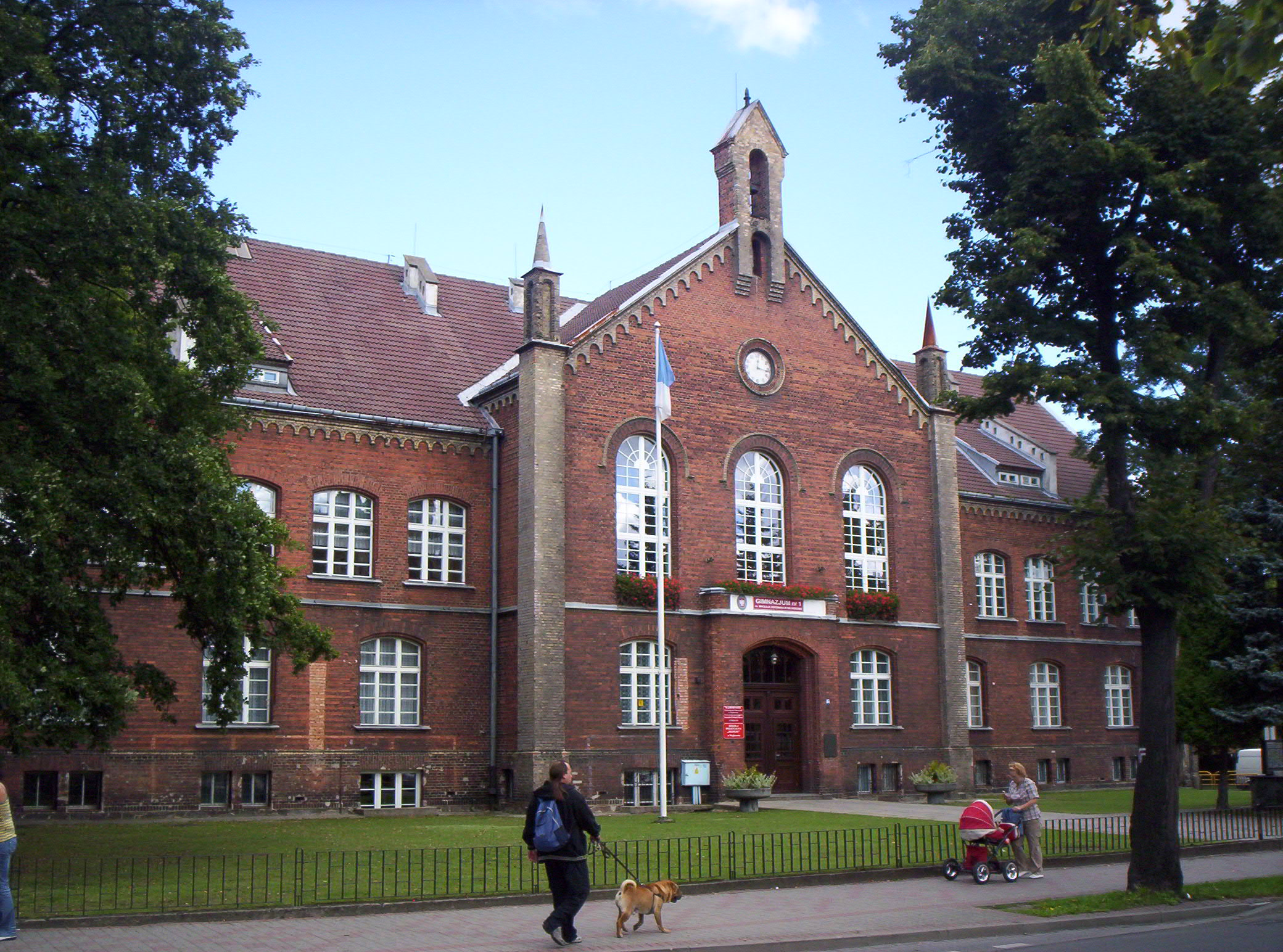
Gmach gimnazjum, na maszcie widoczna flaga Wejherowa

- gmach poczty głównej